# Нанхчульский тоннель
Нанхчульский тонне́ль — железнодорожный тоннель на Южно-Сибирской магистрали Абаканского региона Красноярской железной дороги, на участке Бискамжа — Аскиз. Расположен в Аскизском районе Хакасии, проходит по Нанхчульскому перевалу, в таёжной местности Кузнецкого Алатау. Состоит из двух ниток длиной около 2400 м, расположенных на расстоянии 35 м друг от друга.
Нанхчульский тоннель первого пути был построен в 1957 году. При устройстве обделки тоннеля был применён низкокачественный бетон марки М140, вследствие чего свод и стены начали рассыпаться уже через год после ввода в эксплуатацию. Содержание тоннеля требовало непрерывного поддерживающего ремонта, а скорость движения поездов в нём была ограничена 25 км/ч.
Тоннель второго пути был построен в 1995-2001 годах ОАО «Бамтоннельстрой». При строительстве применялся горный способ строительства тоннелей с разработкой породы буро-взрывным способом. Новый тоннель имеет двускатный профиль и проходит на глубине 200 м под водоразделом. После окончания строительства второй нитки тоннеля был проведён капитальный ремонт первой нитки с устройством гидроизоляции (открыт для пропуска поездов в 2009 году) и устранением скоростных ограничений. Обделка обоих ниток тоннеля выполнена из монолитного железобетона.
Окончательная сдача всего комплекса в эксплуатацию осуществлена 8 сентября 2009 года. Как ожидается, открытие второй нитки тоннеля и строительство вторых путей на прилегающих участках позволит увеличить количество поездов, проходящих по линии, с 25 пар в сутки до 32, а в перспективе до 38 пар. Общая стоимость проекта, включающая строительство второй нитки и ремонт первой, составила более 5 млрд руб.